# Wolfgang Merbach

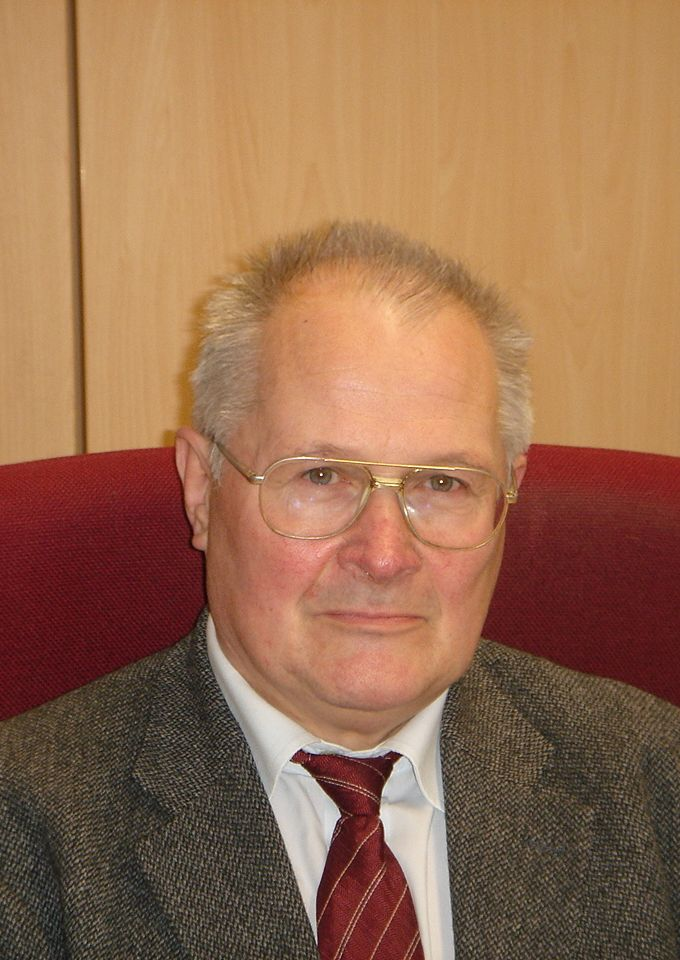
Wolfgang Merbach

Wolfgang Merbach (* 17. Juli 1939 in Ranis) ist ein deutscher Agrikulturchemiker auf den Gebieten der Pflanzenernährung, Rhizosphärenforschung und Düngung. Er war an der Friedrich-Schiller-Universität Jena und an der Martin-Luther-Universität Halle-Wittenberg sowie am Forschungszentrum für Bodenfruchtbarkeit (heute Leibniz-Zentrum für Agrarlandschaftsforschung) Müncheberg tätig. Seine Hauptarbeitsgebiete waren die symbiontische Luftstickstoffbindung, die Ökophysiologie der Rhizosphäre, die Spurengasemission in Niedermooren und der Stickstoffumsatz in Agroökosystemen.

## Stationen seines Lebensweges
Wolfgang Merbach, Sohn einer Pfarrersfamilie, erwarb 1955 die Mittlere Reife, bestand 1957 in Triptis (Thüringen) das Abitur und absolvierte anschließend ein landwirtschaftliches Praktikum im Volkseigenen Gut (VEG) Apolda. 1958 begann er ein Studium der Landwirtschaft an der Universität Jena, das er 1964 mit der Prüfung zum Diplomlandwirt abschloss. Da er zur Promotion zunächst nicht zugelassen wurde, arbeitete er über ein Jahr lang als Betriebsassistent und Produktionsorganisator in der Landwirtschaftlichen Produktionsgenossenschaft (LPG) Krausnick (Brandenburg).
1965 begann Merbach ein Ergänzungsstudium im Fach Chemie an der Universität Jena. Von 1966 bis 1969 war er wissenschaftlicher Aspirant am Landwirtschaftlich-chemischen Institut dieser Universität tätig. Während dieser Zeit arbeitete er unter der Ägide von Günther Schilling an einer Dissertation über den Wirkungsmechanismus von Herbiziden, mit der er 1970 an der Universität Jena promoviert wurde.
Nach der im gleichen Jahr erfolgten Auflösung der Landwirtschaftlichen Fakultät der Universität Jena folgte Merbach seinem Lehrer Günther Schilling an die Martin-Luther-Universität Halle-Wittenberg. Von 1970 bis 1986 wirkte er hier als wissenschaftlicher Assistent am Lehrstuhl für Physiologie und Ernährung der Kulturpflanzen der Sektion Pflanzenproduktion. 1982 erwarb er mit einer Promotion B über den Stickstoffumsatz und die symbiontische Stickstofffixierung bei Körnerleguminosen die Lehrbefähigung für das Fachgebiet Pflanzenernährung.
Der Eintritt in die reguläre Laufbahn eines Hochschullehrers wurde Merbach jedoch verwehrt. Deshalb übernahm er 1986 die Leitung des Isotopenlabors im Forschungszentrum für Bodenfruchtbarkeit bei der Akademie der Landwirtschaftswissenschaften (AdL) in Müncheberg (Brandenburg). Nach der politischen Wende in der DDR erfolgte 1990 die Berufung zum Professor der Akademie der Landwirtschaftswissenschaften zu Berlin. Im gleichen Jahr übernahm er die geschäftsführende Leitung des Fachbereichs „Bodenbiotechnologie und Ökophysiologie“ im Forschungszentrum für Bodenfruchtbarkeit in Müncheberg.
Mit der Gründung des Zentrums für Agrarlandschafts- und Landnutzungsforschung (ZALF) in Müncheberg übernahm Merbach die Leitung neuer Forschungsbereiche in dieser Institution: ab 1992 leitete er das Institut für Ökophysiologie der Primärproduktion und ab 1995 das Institut für Rhizosphärenforschung und Pflanzenernährung. Von 1992 bis 1995 war er gleichzeitig Stellvertretender Direktor des ZALF in Müncheberg.
1998 folgte Merbach dem Ruf der Martin-Luther-Universität Halle-Wittenberg und übernahm an der Landwirtschaftlichen Fakultät den Lehrstuhl für „Physiologie und Ernährung der Pflanzen“. Während seiner Amtszeit als Universitätsprofessor wählten ihn die Mitglieder dieser Fakultät zum Prodekan (1998–2000) und zum Dekan (2000–2003). Nach dem Erreichen der gesetzlichen Altersgrenze schied Merbach 2006 offiziell aus dem Hochschuldienst aus. Er ist jedoch auch weiterhin mit großem Engagement wissenschaftlich tätig.

## Forschung und Lehre
In seinen ersten Forschungsarbeiten beschäftigte sich Merbach mit den Wirkungsmechanismen von Herbiziden, Wachstumsregulatoren und Phytohormonen und deren Bedeutung für Wachstum und Entwicklung landwirtschaftlicher Kulturpflanzen. Bei seinen Experimenten benutzte er jeweils die neuesten naturwissenschaftlichen Methoden. So war für ihn der Einsatz stabiler und radioaktiver Isotope eine unerlässliche Voraussetzung für die Erforschung physiologisch-biochemischer Grundlagen des Pflanzenwachstums.
Zu seinen gewichtigen Arbeitsschwerpunkten gehörten ferner Untersuchungen über die symbiontische Stickstoff-Fixierung. In mehrjährigen Versuchsreihen untersuchte er vor allem die Effektivität und Steuerung des Fixierungsprozesses. Dabei fand er heraus, dass die Bindung des Luftstickstoffs bei einigen Leguminosen-Arten nicht nur vom Stickstoffangebot im Boden, sondern in hohem Maße durch die (Energie-)Nachlieferung in Form von Kohlenstoffverbindungen an die Rhizobien gesteuert wird.
Mit diesen Forschungsarbeiten erschloss sich Merbach ab Mitte der 80er Jahre als neues Arbeitsgebiet die Mikroökologie der Pflanze-Boden-Beziehungen. Es war für ihn der Einstieg in die Erforschung der Rhizosphäre. Im Mittelpunkt standen hierbei die Charakterisierung und Quantifizierung von Wurzelausscheidungen und deren Auswirkungen auf die Nährstoffaneignung der Pflanzenwurzeln und die Mikrobenbesiedlung. Seine Versuche erbrachten neue Einsichten, mikroökologische Prinzipien bei den Methoden der Düngerbedarfsermittlung stärker zu berücksichtigen.
Bis heute gehört die Rhizosphärenforschung zu Merbachs Hauptinteressensgebieten. Das unter seiner maßgebenden Ägide seit 1990 alljährlich durchgeführte „Borkheider Seminar zur Ökophysiologie des Wurzelraumes“ gilt inzwischen als eine der bedeutendsten wissenschaftlichen Tagungen auf diesem Fachgebiet. Ziel dieser interdisziplinär ausgerichteten Seminare war und ist es, durch aktuelle Forschungsbeiträge die physiologischen, mikrobiologischen, (bio)chemischen und genetischen Interaktionen im Mikrobereich des Kontaktraumes Pflanze-Wurzel-Boden aufzuklären und neue Einsichten über deren Abhängigkeiten von natürlichen und anthropogenen Umweltfaktoren zu gewinnen. Als federführender Herausgeber hat Merbach die Vorträge aller Jahrestagungen in (bisher 21) Einzelbänden veröffentlicht.
Ein weiterer Forschungsschwerpunkt Merbachs waren Untersuchungen anthropogener Einflüsse auf den Kohlenstoff- und Stickstoffumsatz in Agrarökosystemen. Besondere Aufmerksamkeit widmete er dabei der Frage, wie sich in landwirtschaftlichen Dauerversuchen Veränderungen von Bewirtschaftungsmaßnahmen auf die Stoffdynamik im System Boden-Pflanze auswirken. Gemeinsam mit seinen Mitarbeitern hat Merbach auf dem Versuchsfeld der Landwirtschaftlichen Fakultät der Universität Halle-Wittenberg den 1878 von Julius Kühn angelegten, heute 130 Jahre alten Dauerversuch Ewiger Roggenbau sowie die 1949 von Karl Schmalfuß begründeten Dauerdüngungsversuche wissenschaftlich betreut und die Langzeiteffekte unterschiedlicher Düngungsregime quantifiziert. Dabei konnte er vor allem den Wissensstand über das Nährstoffnachlieferungsvermögen und die Nährstofferschließung durch die Pflanzenwurzeln erweitern. Auf Tagungen und in Publikationen hat er wiederholt darauf hingewiesen, dass solche Feldversuche keine musealen Relikte sind, sondern erhaltenswerte Experimentierflächen sowohl für die agrarwissenschaftliche Grundlagenforschung als auch für Folgeabschätzungen gegenwärtiger und zukünftiger Landnutzungstrategien.
Die Publikationsliste Merbachs umfasst mehr als 350 wissenschaftliche Arbeiten, von denen viele in internationalen Fachzeitschriften erschienen sind. Bei über dreißig Büchern, Schriften und Tagungsbänden zeichnet er als Herausgeber. Die enge Verzahnung seines Lehr- und Forschungsgebietes mit anderen Disziplinen kennzeichneten auch seine Vorlesungen, Seminare und praktischen Übungen an der Universität Halle. Mit der Einladung von Gastdozenten förderte er nachhaltig die Internationalität der Lehrveranstaltungen. Er selbst hielt Gastvorlesungen an der Universität für Bodenkultur in Wien, an der Eidgenössischen Technischen Hochschule in Zürich, an der Agraruniversität Hisar (Indien) und an der Technischen Universität Cottbus. Mehr als 20 Doktoranden führte er zur Promotion. Mehreren seiner Schüler eröffnete er den Weg zur Habilitation.

## Tätigkeiten außerhalb der Universität
In den zwei Jahrzehnten nach 1989 hat Merbach neben seinen Hauptaufgaben als Forscher und Hochschullehrer auch zahlreiche ehrenamtliche Tätigkeiten in akademischen, wissenschaftspolitischen und gesellschaftlichen Institutionen wahrgenommen. Von 1997 bis 2001 war er 1. Vorsitzender der Deutschen Gesellschaft für Pflanzenernährung und zugleich Vorsitzender der Kommission „Bodenfruchtbarkeit und Pflanzenernährung“ der Deutschen Bodenkundlichen Gesellschaft. Von 1997 bis 2004 war er Mitglied des Scientific Council of the International Centre of Ecology der Polnischen Akademie der Wissenschaften in Warschau und von 1996 bis 2005 Chairman des International Council of the Society of Sustainable Agriculture and Ressource Management in Delhi (Indien). Seit 2009 ist er Joint Secretary der International Foundation of Sustainable Development in Africa and Asia.
Merbach war und ist Mitglied in den Redaktionskollegien mehrerer wissenschaftlicher Fachzeitschriften. Dazu zählen das „Zentralblatt für Mikrobiologie, Abt. 2“ (1984–1991), das „Journal of Plant Nutrition and Soil Science“ (früher Zeitschrift für Pflanzenernährung und Bodenkunde) (seit 1992), die Zeitschrift „Biology and Fertility of Soils“ (1996 bis 2007), das Journal „Archives of Agronomy an Soil Sciences“ (seit 2005) und das „Journal of Applied Botany and Food Quality“ (seit 2009).
In der Wendezeit 1989/90 engagierte sich Merbach bei den Diskussionen, die ostdeutsche Wissenschaftslandschaft zu erneuern. Er war Kovorsitzender der Arbeitsgruppe „Ökologischer Umbau“ und stimmberechtigtes Mitglied des Zentralen Runden Tisches der DDR in Berlin. Nach 1991 hat er als Vertreter der neuen Bundesländer bei der Evaluierung der Agrarwissenschaften durch den Wissenschaftsrat mitgewirkt. Von 2001 bis 2005 war er Vorsitzender des Beirates der Landesanstalt für Landwirtschaft und Gartenbau Sachsen-Anhalt und von 2003 bis 2005 Vorsitzender der Gesellschaft der Freunde der Landwirtschaftlichen Fakultät der Martin-Luther-Universität Halle-Wittenberg. Seit 2005 ist er Vorsitzender der Stiftung Agrarwissenschaftliches Zentrum „Julius Kühn“ und seit 2006 Vorsitzender der Fördergesellschaft für Agrarwissenschaften.
In der Klimawandeldebatte wendet sich der Agrarwissenschaftler Merbach gegen den wissenschaftlichen Konsens zum Klimawandel. Zusammen mit anderen Autoren argumentiert er, dass der Klimawandel natürliche Ursachen hat, vom Menschen nicht verhindert werden kann und wenig mit Kohlenstoffdioxid (CO2) zu tun hat. Damit leugnet er den wissenschaftlichen Konsens über die globale Erwärmung und ihre menschliche Verursachung.

## Publikationen (Auswahl)

### Akademische Qualifikationsarbeiten
- Untersuchungen über Wirkungsmechanismus und Selektivität einiger herbizider Wirkstoffe für eine physiologische Schnellmethode zur Auswahl neuer Verbindungen als chemische Unkrautbekämpfungsmittel. Diss. math.-nat.-techn. Fak. Univ. Jena 1970. Maschinenschrift.
- Untersuchungen über Stickstoffumsatz und symbiontische N2-Fixierung (N-Fixierung) bei Körnerleguminosen. Diss. B  (Habilitationsschrift). Univ. Halle 1982.

### Bücher und Tagungsbände
- Borkheider Seminar zur Ökophysiologie des Wurzelraumes. Bd. 1 bis 21, 1990 bis 2011. Herausgegeben von Wolfgang Merbach, Jürgen Augustin, Lutz Wittenmayer u. a.; Forschungszentrum für Bodenfruchtbarkeit Müncheberg, ab 1994 Verlag Teubner, Stuttgart/ Leipzig, ab 2011 Verlag Dr. Köster, Berlin.
- Mitteilungen Agrarwissenschaften, Bd. 1 bis 22, 1998 bis 2012. Herausgegeben von Wolfgang Merbach, Annette Deubel, Friedhelm Herbst u. a.; Die Bände 1 bis 15 sind als Beiträge aus der Hallenser Pflanzenernährungsforschung erschienen und zwar Bd. 1 in der Universitätsdruckerei Halle, die Bände 2 und 13 im Verlag Teubner Leipzig, Stuttgart, Wiesbaden, die Bände 3 bis 12 und 14 bis 17 im Verlag Grauer, Beuren und Stuttgart und die Bände 18 bis 22 im Verlag Dr. Köster Berlin.
- Die Dauerdüngungsversuche in Halle (Saale). Beiträge aus der Hallenser Pflanzenernährungsforschung. Ein Überblick aus Anlass der Jubiläen „120 Jahre ewiger Roggenbau“ und „50 Jahre Dauerdüngungsversuche“. Herausgegeben von Wolfgang Merbach, Lutz Wittenmayer und Lothar Schmidt. Verlag Teubner, Stuttgart/ Leipzig 1999.
- Wetlands in Central Europe. Soil Organisms, Soil Ecological Processes and Trace Gas Emissions. Herausgegeben von Gabriele Broll, Wolfgang Merbach und Eva-Maria Pfeiffer. Springer-Verlag, Berlin/ Heidelberg 2002.
- Wolfgang Merbach und Annette Deubel: The Long-Term Trials in Halle (Saale), Germany. A Tool for Sustainable Environmentally Compatible Land Management. Teubner Research, Deutscher Universitätsverlag/GWV – Fachverlage, Wiesbaden 2008.
- Crop Science and Land Use for Food and Bioenergy. Herausgegeben von Rishi Kumar Behl, Wolfgang Merbach, Hans Meliczek und Christoph Kätsch. Agrobios International Jodhpur (Indien) 2010.
- Crop Science and Technology for Food Security, Bioenergy and Sustainability. Edited by R. K. Behl, L. Bona, J. Pauck, W. Merbach and A. Veha. Agrobios (International) Jodhpur (India) 2012, ISBN 978-93-81191-00-2, S. 501.
- Gemeinsam mit Eberhard Schulze: Nachhaltige Landwirtschaft mit technologischem Fortschritt. Warum konventioneller und ökologischer Landbau effizienter und nachhaltiger werden müssen. Verlag Dr. Köster, Berlin 2018, ISBN 978-3-89574-942-1.

### Beiträge in Fachzeitschriften
- Wolfgang Merbach, Günther Schilling: Über den Einfluss einiger herbizider Wirkstoffe auf die Photosynthese und einige ihrer Teilabschnitte bei Sinapis alba L. In: Biochemie und Physiologie der Pflanzen. Bd. 171, 1977, S. 171–186.
- Wolfgang Merbach, Günther Schilling: Wirksamkeit der symbiontischen N2-Fixierung in Abhängigkeit von Rhizobienimpfung, Substrat, N-Düngung und 14C-Saccharoselieferung. In: Zentralblatt für Bakteriologie, Parasitenkunde, Infektionskrankheiten, Hygiene, 2. Abteilung. Bd. 135, 1980, S. 99–118.
- Jürgen Augustin, Wolfgang Merbach, Wilhelm Schmidt, Eva Reining: Effect of changing temperature and water table on trace gas emission from Minerotrophic mires. In: Angewandte Botanik. Bd. 70, 1996, S. 45–51.
- Wolfgang Merbach, Edith Mirus, Günter Knof, Rainer, Remus, Silke Ruppel, Rolf Russow, Andreas Gransee, Joachim Schulze: Release of carbon and nitrogen compounds by plant roots and their possible ecological relevance. In: Journal of Plant Nutrition and Soil Science. Bd. 165, 1999, S. 373–383.
- Birgit Hütsch, Jürgen Augustin, Wolfgang Merbach: Plant rhizodeposition – an important source for carbon turnover in soils. In: Journal of Plant Nutrition and Soil Science. Bd. 165, 2002, S. 397–407.
- Wolfgang Merbach, Dietmar Lüttschwager, Katja Hüve, Rainer Remus: Wasser- und Nährstofftransport bei höheren Pflanzen. Über Xylemtransport und Nährstoffverteilung in Blättern. In: Scientia halensis. Bd. 11, 2003, S. 23–24.
- Sanna Saarnio, Lutz Wittenmayer, Wolfgang Merbach: Rhizospheric exudation of Eriophorum vaginum L. – Potential link to methanogenesis. In: Plant and Soil. Bd. 267, 2004, S. 343–355.
- Ulrike Rückauf, Jürgen Augustin, Rolf Russow, Wolfgang Merbach: Nitrate removal from draines and reflooted fen soils affected by soil N transformation processes and plant uptake. In: Soil Biology and Biochemistry. Bd. 36, 2004, S. 77–90.
- Lutz Wittenmayer, Wolfgang Merbach: Plant responses to drought- and phosphorus deficiency. Contribution of phytohormones in root related processes. In: Journal of Plant Nutrition and Soil Science. Bd. 168, 2005, S. 531–540.
- Wolfgang Merbach, Annette Deubel: Long-term field experiments. Museum relicts or scientific challenge? In: Plant, Soil and Environment. Bd. 54, 2008, S. 219–226.
- Joachim Schulze, Wolfgang Merbach: Nitrogen rhizodeposition of young wheat plants under elevated CO2 and drought stress. In: Biology and Fertility of Soils. Bd. 44, 2008, S. 417–423.
- Anna Muratova, Sergey Golubev, Lutz Wittenmayer, Tatyana Dmitreva, Anastasia Bondarenkova, Frank Hirche, Wolfgang Merbach, Olga Turkovskaya: Effect of polycyclic aromatic hydrocarbon phenantrene on root exudation of Sorghum bicolor (L.) Moench. In: Environmental and Experimental Botany. Bd. 66, 2009, S. 514–521.
- Wolfgang Merbach, Annette Deubel, Andreas Gransee, Silke Ruppel, Anne-Kathrin Klamroth: Phosphorus solubilization in the rhizosphere and its possible importance to determine plant availability in soil. A review with main emphasis on German results. In: Archives of Agronomy and Soil Science. Bd. 56, 2010, S. 119–138.
- S. N. Golubev, A. Yu Muratova, L. Wittenmayer, A. D. Bondarenkova, F. Hirche, L. Yu Matora, W. Merbach, O. V. Turkowskaya: Rhizosphere indole - 3 - acid as a mediator in the Sorghum bicolor - phenanthrene - Sinorhizobium meliloti interactions. In: Plant Physiol. Biochemistry. Bd. 49, 2011, S. 600–608.